# ドナルド・ユーウェン・キャメロン
ドナルド・ユーウェン・キャメロン（Donald Ewen Cameron、1901年12月24日 – 1967年9月8日
) は、スコットランド生まれの精神科医。キャメロンは今日、著しく倫理に反する医学実験で中心的役割だったことと、 CIAの依頼による心理的および医学的拷問技術を開発したことで広く知られている。キャメロンは、アメリカ精神医学会(1952–1953)、カナダ精神医学会 (1958–1959)、 アメリカ精神病理学会(1963)、 生物学的精神医学会 (1965)  、および世界精神医学会(1961–1966)の会長を務めた。
キャメロンは、患者や囚人に対して、事前の知識供与やインフォームドコンセントなしに、クラーレなどの毒物やリゼルギン酸ジエチルアミド（LSD)などの幻覚剤を含む電気けいれん療法や実験薬の投与に関与していた。この作業の一部は、マインド コントロールと拷問技術、精神活性毒、および行動修正システムの開発のためのCIAのプロジェクトMK＝Ultraプログラムの枠内で行われた。 自身の死から数十年後、キャメロンが開発したサイキック・ドライビング・テクニック（精神操縦技術）は、世界中の囚人の拷問に広く使用され続けた。 

## 経歴
ドナルド・ユーウェン・キャメロンは、スコットランドのブリッジ・オブ・アランで長老派教会牧師の長男として生まれた。1924年にグラスゴー大学で心理医学の学士号M.B.、Ch.Bを受け、1925年にロンドン大学で心理医学博士D.P.M.、1936年にグラスゴー大学で医学博士号M.D.を、優秀な成績で取得している。
キャメロンは、1925年にグラスゴー王立精神病院で、精神医学のインターンとして働き始めた。 翌1926年、そこで医務官補となり 、スイス生まれの米国精神科医アドルフ・マイヤーの弟子だった精神科医デイビッド・ヘンダーソン卿に紹介される。ヘンダーソン研究奨学金を得たキャメロンは渡米して、1926年から1928年まで、メリーランド州ボルチモアのジョンズ・ホプキンス病院フィップス・クリニックのマイヤーの下で、医学生としてのキャリアを重ねた。
1928年、キャメロンはボルチモアを離れ、スイスのチューリッヒ大学の精神病院・ブルグホルツリ病院に移り、精神医学の思想に大きな影響を与えたスイスの精神科医オイゲン・ブロイラーの後継者ハンス・W・マイヤーに師事した。 そこでキャメロンは、マニトバ州の主任精神科医 AT・マザーズ ( AT Mathers ) と出会い、1929年にマザーズの説得を受けて、カナダ・マニトバ州第2の都市ブランドンに移る。ブランドンでの7年間の滞在中、キャメロンは州立精神病院の受付部門担当医となった。また、同じ時期キャメロンは、マニトバ州の西半分に精神保健サービスのシステムを作り、州内10箇所に診療所を設立した。このモデルは、カナダ・モントリオール州が同様の取り組みを進める際の雛形として採用され、1960年代のコミュニティ健診モデルの先駆となった。
1933年、キャメロンはグラスゴー大学の学生時代に出会ったジーン C. ランキンと結婚した。ランキンはフィールドホッケーのスコットランド代表の元キャプテンで、競技テニス選手でもあり、グラスゴー大学で数学の講師を務めていた。二人には、娘と3人の息子の4人の子供が生まれている。
1936年、キャメロンは米・マサチューセッツ州に移り、わずか 1年後にウースター州立病院研究部門の部長になった。 1936年には、最初の著書『Objective and Experimental Psychiatry 』を出版し、精神医学は生物学に根ざした厳密で科学的な方法で人間の行動の研究に取り組むべきであるという、自らの信念を示した。キャメロンの行動理論は、生物と環境との一体性を強調している。この著書は同時に、その実験方法と研究デザインについても概説している。キャメロンはこの時期、臨床精神医学と厳格な科学的方法を固く信じていた。
1938年、キャメロンはニューヨーク州アルバニーに移り、精神医学学位を取得して、精神医学士の労働資格を得た。1939年から1943年まで、アルバニー医科大学とラッセル セージ看護学校で、神経学と精神医学の教授を務めている。その間、キャメロンは心と体の相互関係についての彼の考えを拡張し始め、解剖学的構造志向の神経学者と、解剖学の知識が臓器・器官部位との線形性に限定されがちだった精神医学者との考え方の違いを埋めることができる精神科医として、評価を得た。脳の機能分布ではなく心の問題として捉えたのである。看護師や精神科医に対する指導を通じて、キャメロンは独自の専門分野の権威になっていった。
キャメロンは主に、生物学的記述精神医学に焦点を当て、英国とヨーロッパの学派と実践モデルを適用した。キャメロンにとっては、精神障害は疾病であり、本質的に身体に起因すると規定したこれらの学派を支持した。つまり、すべての心理的疾病は、社会環境によって引き起こされるのではなく、体内の器官が産んだものであって、患者の生物学的構造に一意的に関係するという考え方である。この理論の特徴として、精神疾病は脳から発生する症候群として診断された。この時、彼は脳を効果的に操作することによって、記憶のプロセスを制御または理解する手法に興味を持つようになる。キャメロンはさらに、加齢によって起こる記憶障害を、老化した脳が精神病を罹患したためだと信じていた.
1943年、キャメロンは神経外科医ワイルダー・ペンフィールド博士からモントリオールのマギル大学に招待される。ロックフェラー財団からの助成金、モントリオールスターのジョン・ウィルソン・マコーネルからの資金、マウントロイヤルのヒュー・アラン卿からの邸宅寄贈により、精神医学専門のアラン記念研究所が設立された。キャメロンは、アラン記念研究所の初代所長となり、同時にマギル大学精神科の初代科長でもあった。キャメロンはマギル大学で精神医学学習プログラムをスタートさせるため、精神分析医、社会精神科医、生物学者を世界から募集した。 1940年代初めのカナダの他の精神病院が行なっていた治療法、つまり患者を治療が終了して退院するまで『牢獄のような病室』に閉じ込める、いわゆる「閉じたドア」とは異なり、1943年初頭からのマギル大精神医学部は「開かれたドア」の医療施設として、患者が望めば外出ができる治療環境を実現した。 1946年に、キャメロンは北米で最初のデイサービスの実践を導入し、患者が研究所で治療を受けている間は、家にいることを許可し、不必要な入院を避け、患者がコミュニティと家族との関係を維持できるようにした。 

## ニュルンベルク裁判
1945年、キャメロンと、ノーラン・DC・ルイス、米軍大佐でイリノイ大学精神科医ポール・L・シュローダー博士は、ルドルフ・ヘスの精神医学的評価のためにニュルンベルク裁判に召喚された。 Journal of the American Medical Association の解説によれば、ヘスに対する当時の彼らの診断は、健忘症とヒステリーだった。 ヘスは後に、記憶喪失は自らが偽装していた、と告白している。 
ニュルンベルクに到着する前に、キャメロンはドイツの社会再編について執筆し、ドイツの文化と一般市民は変革され、再編されなければならないと主張した。キャメロンの分析によれば、ドイツの文化は、国際的優位を必要とし、厳格な秩序と統制を崇拝し、権威主義的リーダーシップを望み、他国に対する根深い恐怖心を持った人々によって構成されていた。この論文でキャメロンは、ドイツの文化とその人々は、30年以内に世界平和への脅威となる子孫を残すだろうと述べている。これを防ぐために、西側諸国はドイツ社会を再編するための措置を取らなければならないとしている。同じ時期、ドイツについての同様の精神医学論文が、他にも発表された。 
キャメロンは、続いて、ニュルンベルク裁判とその意義についての著書を出版した。この著書の中でキャメロンは、ドイツが第一次世界大戦から第二次世界大戦へと突き進んだ社会の流れを再び出現させないよう、ドイツでの正義を復活させる適切な方法をドイツ国民が確立することを願っていた。キャメロンはドイツについて、有史以来、恐ろしい侵略を絶えず引き起こしている国と見なしていた。彼は、戦争中にドイツが犯した残虐行為を世界とドイツ国民に提示すれば、ドイツは極端な侵略行為を繰り返さなくなるだろうという考えに至った つまり、できるだけ多くのドイツ人が、第二次世界大戦の残虐行為を見た場合、彼らは間違いなく再編された司法制度に服従するだろう。キャメロンは、ドイツ人はその歴史的、生物学的、人種的、文化的な歴史、加えて彼ら特有の心理的性質のために残虐行為を犯す可能性が極めて高いと断じていた。ニュールンベルク裁判にかけられたドイツ人被告全員についても、再び犯罪を犯す可能性について言及された。
キャメロンは、自身が危険で時代遅れと見なした概念に取って代わる、より広範な社会理論、つまり人間関係についての新概念を構想し始める。この理論は、カナダ、アメリカ、世界の精神医学会、アメリカ精神病理学会、生物学的精神医学会の会長職を通じて、キャメロンが後に確立する新しい社会科学および行動科学の基礎となった。マンハッタン計画の結果を受け、キャメロンは、社会を適切な形に再編しなければ、核兵器が新たな恐るべき侵略者の手に渡ってしまう、と恐れた。 行動科学者が社会の設計者として行動する必要があり、国連は精神医学的要素をグローバルガバナンスと政治に適用するという自らの考えを実行するパイプを提供できるとキャメロンは主張した。
キャメロンは、集団を「弱者」と「強者」に区別することを始めた。不安や危機感を覚え、周辺環境に問題を抱えている人は、「弱者」と呼ばれた。キャメロンの分析によれば、彼らは人生に対処できず、「強者」によって社会から切り離されなければならなかった。したがって、精神障害者は、単に病気であるだけでなく、弱いというレッテルを貼られた。キャメロンはさらに、「弱者」が子供たちに影響を与えてはならないと主張した。弱者を社会から排除することで社会の混乱が防げるという理念を提唱した。

## 社会的および精神的行動分析
1940年代後半から1950年代前半にかけて、キャメロンは記憶と老化との関係に関する研究を続けた。彼は「記憶」Remembering と題した本を出版し、精神医学と人間の生物学的なつながりを示唆した。この時期に発表された論文では、RNAを記憶に関連付けた主張が見られる。キャメロンは、不安、うつ病、統合失調症などについての、臨床における診断定義をさらに拡張した。
キャメロンは、気分障害の出現とその改善上での対人関係、家族、コミュニティ、文化の役割に焦点を当てた社会精神医学の分野を拡張させ始めた。キャメロンは精神治療ユニットを病院内に配置し、その治療効果を検証した。病院では、精神科の患者が、本質的に精神病ではない他の患者とどのような点で共通しているかを観察することができる。これから、身体機能からの精神病の原因を比較できる、と考えた。精神病患者の行動は、たとえば梅毒患者の行動に似ている可能性があり、精神疾患の身体的原因が推定される可能性がある。キャメロンは、この手順を「心内」（患者の心身関係に由来する用語）と名付けた。
キャメロンは、社会構築主義者についての精神病的見地から、フロイトが主張する「無意識」を否定し始めた。彼の分析では、文化と社会は、生存するための要求に従う人間の能力において、重要な役割を果たしている。したがって、社会は、社会を脅かす恐るべき攻撃に揺さぶられがちな、弱く対応困難な人々を選別するよう、機能する必要がある。精神医学には、社会の規律としての機能が求められる、というわけである。
キャメロンは、産業が就労を通じて人々を満足させるために、産業の条件に「最適な人または労働者」の種類とはなにかについて、研究を始めた。より強い人格は重工業の環境下で自分自身を維持することができるだろうが、より弱い人格はそういった産業の条件には対処できないだろう。キャメロンは、どのような条件がより強い労働者を生み出すか、その個性を治療によって再現して人をより強い労働者にし、弱い者に対しては強くなる訓練を施すための、必要な条件とは何かを分析した。1946年の「社会精神医学の最前線」と題する論文の中で、キャメロンは第二次世界大戦のドイツを、社会が一般的な不安や神経症を引き起こすことで、市民の心を圧殺した例として使用した。 

## キャメロンとフロイト: 文明と不満
キャメロンはフロイトの無意識の概念を拒否したが、個人の心理が神経的資質に関係しているというフロイトの説には同調した。キャメロンは、個人の態度と信念が社会の全体的様相を形成していると理論づけていた。フロイトの説と同様に、家族は社会的行動の核であり、人生の不安は子供時代に生み出される、との主張である。キャメロンは、罪悪感やコンプレックスが中核ではない心理経済を要求しながらも、社会を迅速にコントロールする独創的な精神医学機関を作りたいと考えていた。子供時代に焦点を当てたのは、時代遅れで独善的な子育て手法から子供が保護される権利と、親からの「タブーと抑制の植え付け」を排除する必要性からだった。キャメロンは、精神疾患は世代を超えて感染すると書いている。主張によれば、精神疾患の発現は、結婚適性に関する既存の概念を再構築および拡張すること、および精神疾患のある個人を一般集団から隔離することによって止めることができる、とある。彼が理論化した精神疾患の唯一の治療法は、社会から患者らの「キャリア」を完全に抹殺することだった。
キャメロンは、精神疾患が文字通り伝染すると信じていた。つまり、精神疾患がある人と接触すると、その症状が現れ始めると信じていた。たとえば、ロック ミュージックのようなものは、精神障害者によって作成され、感染によって精神障害者を生み出し、それが遺伝子に転写される可能性がある、という。したがって、このグループは、伝染性の社会的疾患として、研究および管理される必要がある。警察、病院、政府、学校は、感染の拡大を阻止するため、信頼できる精神医学の権威に意見を求める必要がある。キャメロンはまた、後にCIAがキャメロンと進めたMK＝ULTRAおよびMK＝DELTA実験で詳細が明らかにされる、専門家とその治療技術による疾患対策で、治療できる精神病患者群が生まれることを望んでいた。

## キャメロンとドイツ人
彼らの態度や信念を変える手段を発明することに成功することができれば、そしてそれが賢明に使用されれば、アメリカの不安定さに大きく影響し進歩を遅らせる傾向にある彼らの態度や信念から、 私たちの時代と自分自身を解放する手だてを手に入れることができるでしょう。—Cameron on the Germans、in Life is For Living
1948年に出版されたキャメロンの著書「 Life is For Living 」の中で、彼はドイツ人種全般に対する懸念を表明した。シグリッド・シュルツが「ドイツは再び立ち上がる」と述べたように、キャメロンはドイツ人の決断が遺伝してゆく恐怖を指摘した。第二次世界大戦につながる出来事の数々に影響されたドイツ人が、最大の関心事だった。キャメロンの懸念は、誰が子供を産むべきかとか、決定権がある地位に昇進すべきかなどまで決定するであろう、ドイツ社会の（ありもしない）政策にまで及んだ。キャメロンのドイツ人の精神医学的分析によると、ドイツ人は子供を作ったり、権威ある地位に就いたりすることに、適していなかった。ドイツ人には、恐るべき侵略を推進し、平和ではなく戦争につながるような方法で社会を組織する遺伝的傾向がある、などという理由からだ。キャメロンは、最も心理的に逸脱した人間の根拠となる典型的な性格構造として、ドイツ語を繰り返し例に挙げた。 

## 社会的伝染としての精神疾患
当時、人間社会は感染症の蔓延に対する対応策を確立していたが、キャメロンは伝染の概念を慢性的不安にまで広げたいと考えていた。彼は、精神疾患を持つ人々が精神病を広め、伝染させる可能性があると主張した。キャメロンは、政府機関がそのような潜在的責任に対して措置を講じるべきである、とまで警告した。キャメロンは、ドイツ人に関する彼の理論に見られるように、彼の精神病伝染の機構のいくつかを、人種に由来するものと位置づけ始めたのである。
1940年代後半、キャメロンは「危険な男性と女性」というタイトルで講演した。そこでは、社会のすべてのメンバーにとって著しく危険だと彼が信じていたさまざまな人格について説明がされている。危険な性格のタイプは以下の通り。
- 「自分の本音を言うのが怖い」、「何でも我慢して、何も言わない」消極的人物。 「彼はミュンヘンで生まれた。永遠の妥協者であり、精神的嗜好は宥和である」。 [21]
- 嫉妬心が強く、忠誠を求める支配欲タイプ。この性格タイプは、最も身近な人、特に子供に危険をもたらす。
- 不安な人物 – 「権威主義的な大君主の軍隊を作る駆り立てられた群衆; 彼らは保守主義の詰め物である。平凡さこそ彼らの神。彼らは見知らぬ人を恐れ、新しい考えを恐れる。彼らは生きることを恐れ、死ぬことを恐れる。」この3番目のタイプは、順応性を必要とし、社会の命令に従い、正しいか間違っているかの厳格な基準の世界を順守する(権力グループによって操作され、不安定な人々を制御し、依存させる)。キャメロンは、このタイプは「権威への欲望」のために危険であると理論付けた。 [21]
- 最後のタイプはサイコパスであり、政治的および社会的混乱の時代における最大の危険である。これをキャメロンは「ゲシュタポ」と名付けた。

キャメロンは、精神医学が政府、学校、刑務所、病院などの施設を建設し発達させた社会では、科学が社会の「病人」に打ち勝てると信じていた。彼は、政治体制を監視するよう要求し、ドイツ人はその「性格タイプ」のために監視する必要があるとして、その結果、専制君主のような独裁権力が生じていると主張した。
キャメロンは、「これらの傷ついた病気の人格が私たち自身にとってどれほど危険であるか、そして何よりも、その特徴が形成されつつある子供たちにとってどれほど危険であるかを理解してください。私たちはそれらを終わらせる方法を見つけるでしょう。」と述べている。彼はドイツ人についてだけでなく、その特徴に似ている、または関連している社会の大部分についても吐露した。キャメロンにとって、その特徴は伝染性であり、社会的、文化的、または人格の形に影響を受けた人は誰でも感染する。キャメロンは自分の考えを拡張して、誰が社会を統治し、親にするべきかについての政策を実践した。平和と進歩が社会に存在しているならば、上記の4タイプの人物は、その社会から排除されなければならない。キャメロンにとって、精神病とは健康な人がウイルス感染するようなものだった。上記の4タイプの人物は、社会と人生の敵だった。つまり精神医学者などの専門家が、権威主義の暴走を防ぐために、人々の態度や信念を強制的に変える方法を開発しなければならない、というのである。 

## MK＝ULTRA サブプロジェクト 68
1950年代から1960年代にかけて、キャメロンは後にMKUltraマインドコントロールプログラムとして知られるようになった計画に関与するようになった。このプログラムはアメリカ中央情報局(CIA) によって密かに支援され 、最終的にはアメリカ政府作成によるKUBARK 防諜尋問マニュアルの出版につながった。キャメロンの研究は、MKUltraのサブプロジェクト68という名のもとに資金が提供された。  CIAには他の精神科医として、アラン S. キャメロンがいるが、この人物は本項とは無関係である。S.キャメロンは 1970年代に世界各国の指導者について、心理プロファイリングを行なった先駆者として貢献し、行動修正研究プログラムには関与していない。 
キャメロンは、既存の記憶を「消去」し、精神を「再プログラミング」することによって、統合失調症の治療を目論んでいた。彼は毎週、ニューヨーク州レイクプラシッドからモントリオールに通勤し、マギルのアラン記念研究所で働いて、1957年から1964年にかけてはCIAから69,000ドルを受け取り、モントリオール実験として広く知られる MK＝Ultra実験を行なった。LSDに加えて、彼はクラーレなどのさまざまな麻痺薬と、通常の30倍から40倍の電力での電気けいれん療法を患者に実験した。 キャメロンの「サイキック・ドライビング」実験は、騒音や簡単な発言のテープループを再生しながら、被験者を一度に数週間（あるケースでは最大3ヶ月）薬物誘発性の昏睡状態に置くことから成り立っていた。これらの実験は通常、不安障害や産後うつ病などの軽度の問題で研究所に入院した患者に対して実施された。多くの患者は、これらの施術後に回復不能の衰弱に陥った。 その結果、失禁、記憶喪失、失語、両親を忘れる、尋問者を両親と思ってしまうなどの症状が見られた。 キャメロンの研究は、精神科医のウィリアム・サーガントに触発されたもので、サーガンとの研究と平行して行われた。ウィリアム・サーガントも諜報機関に関与し、患者の同意なしに広範な実験を行なって、同様の長期間にわたる医療被害を引き起こしている。 
シド・テイラーは、キャメロンが研究中に患者を動かせなくするためにクラーレを使用したと述べている。あるテストの後、彼は次のように述べた。患者は、キャメロンの指示の下に建設された無線遠隔操作研究所で検査された。ここでは、患者はさまざまな電波＝RFおよび電磁信号にさらされ、行動の変化を監視された。 無線遠隔操作研究所＝Radio Telemetry Lab に送られた患者のうち、改善の兆しを見せた患者はいなかったと報告されている。 
1980年、カナダの調査報道番組「フィフス・エステート」は、当時キャメロンの治療の長期的な影響についてCIAを訴えていた数人の元患者の一人であるキャメロンの元患者2人にインタビューした。 彼女の著書、「睡眠室で: カナダの CIA 洗脳実験の物語」で、著者のアン・コリンズは、キャメロンとモントリオールのアラン記念研究所の歴史を調査した。これは1998年にアン・ウィーラー監督のテレビミニシリーズ「The Sleep Room」として制作され、CIA に対するキャメロンの元患者の訴訟もドラマ化されている。 キャメロンの患者の 1 人の息子は回想録の中で、エド・ブロードベントとスヴェン・ロビンソン以外に、国会でこの問題を取り上げたカナダの国会議員はいないと述べている。 
ナオミ・クラインは著書The Shock Doctrineの中で、キャメロンの研究とMK＝Ultraへの貢献は、マインドコントロールや洗脳に関するものではなく、「『抵抗力のある情報源』から情報を抽出するための科学に基づくシステムを設計すること」であると述べている。彼女は次に「つまり、拷問だ」というアルフレッド・W・マッコイの言葉を引用している。 
キャメロンは、BBCスコットランドとクリエイティブ・スコットランドが資金提供したスティーブン・ベネットの映画『 Eminent Monsters』 （2020 年）のモデルにもなっている。 
キャメロンが彼の実験の資金がCIAから来ていることを知っていたかどうかは不明である。資金がCIAのような目論見なしに提供者から得られていた場合でも、彼はまったく同じ実験を行ったかどうかについては、議論がある。 

## 死
キャメロンは、1967年9月8日にアディロンダック山脈で息子とハイキング中に心臓発作で亡くなった。

## こちらもご覧ください
- アンドレイ・スネジネフスキー
- キャメロンの拷問技術のいくつかを研究し再現した、ヒズボラに所属する拷問の専門家であるアジズ・アル・アブブ[39]
- シドニー・ゴットリーブ